# San Pedro de Macorís
San Pedro de Macorís ist eine Stadt in der Dominikanischen Republik mit ca. 194.000 Einwohnern in der Stadt selbst und ca. 23.000 Einwohnern im Umland (knapp 217.000 in der Agglomeration). San Pedro de Macoris ist somit drittgrößte Stadt der Dominikanischen Republik. Als Provinzhauptstadt beherbergt sie die Universidad del Este.
Seine Glanzzeit hatte San Pedro de Macoris Anfang des 20. Jahrhunderts, als der Zucker auf dem Vorzugsmarkt in den Vereinigten Staaten zum damals phantastischen Preis von zweiundzwanzig Centavos verkauft wurde. Damals sollen die Einwohner vor Freude auf der Straße getanzt haben, was als Tanz der Millionen in die Geschichte der jungen Stadt einging, weil für die folgende wirtschaftliche Blütezeit eine große Zahl zusätzlicher Arbeiter angeworben werden mussten. Dabei handelt es sich vornehmlich um englisch-afrikanische Immigranten schwarzer Hautfarbe von Tortola, einer der Britischen Jungferninseln. Diese Arbeiter und deren Nachkommen werden, in Anlehnung an den Namen ihrer Herkunftsinsel Tortola, noch immer cocolos genannt.

## Geografie
Die Stadt liegt an der karibischen Südküste des Landes, ca. 80 km östlich der Hauptstadt Santo Domingo.

## Sehenswürdigkeiten
San Pedro de Macorís ist vorwiegend eine Industriestadt mit wenigen touristischen Attraktionen. Sehenswürdigkeiten in der Umgebung sind etwa das Fischerörtchen Bayahibe mit seinem Bilderbuchstrand sowie die Isla Saona in Nationalpark Del Este.
In San Pedro selbst sind die Bauten an der Küstenstraße, die noch von dem einstigen Reichtum der Stadt zeugen, sowie die Kirche San Pedro Apóstol mit ihren Wasserspeiern und Kirchenfenstern im klassizistischen Stil sehenswert. Auch das Feuerwehrhaus ist einen Abstecher wert.
San Pedro de Macoris hat zwar keine internationale Ausstrahlungskraft, jedoch überregional für die Dominikanische Republik.
2009 wurden in der Nähe in Cumayasa (20 km SO) gelegenen Höhlen Cueva de las Maravillas ("Höhle der Wunder") für den Besucherverkehr freigegeben. Dort sind unter anderem alte Höhlenmalereien zu besichtigen.

## Verkehr
Zielflughafen für San Pedro de Macorís ist entweder der kleinere Flughafen der benachbarten Stadt La Romana (LRM, ca. 46 km entfernt) oder in der anderen Richtung der größte dominikanische Flughafen Las Américas (SDQ, ca. 67 km entfernt).
San Pedro de Macorís hat seit 2007 eine Brücke über den Río Higuamo, welche die längste Brücke der Karibik ist. Die Länge der Brücke beträgt insgesamt 620 Meter, davon entfallen 390 Meter auf den hängenden Teil. Die Brücke ist 24,80 Meter breit. Sie soll hurrikansicher sein und Windgeschwindigkeiten bis 240 km/h aushalten. Die Brücke ist Teil der Autobahnanbindung nach La Romana und weiterführend in die touristischen Zentren Punta Cana und Bávaro. Der offizielle Name der Brücke ist Puente Mauricio Baez.

## Söhne und Töchter der Stadt
- Dioris Valladares (1916–2001), Komponist, Arrangeur, Sänger, Bandleader, Gitarrist und Perkussionist
- Bienvenido Fabián (1920–2000), Komponist, Pianist und Sänger
- Bienvenido Bustamante López (1923–2001), Komponist und Klarinettist
- Mario de Jesús Báez (1924–2008), Komponist und Musikverleger
- Violeta Stephen (* 1929), Sängerin
- Julio de Windt (1935–2021), Dirigent, Geiger und Musikpädagoge
- René del Risco Bermúdez (1937–1972), Schriftsteller
- Ivonne Haza (1938–2022), Sopranistin
- Niní Cáffaro (* 1939), Sänger
- José Manuel Calderón (* 1941), Bachatasänger, Komponist und Gitarrist
- Sonia Silvestre (1952–2014), Sängerin
- Rafael Romero (* 1968), Boxer
- Sammy Sosa (* 1968), Baseballspieler in der Major League Baseball
- Luis Alberto Flores (* 1981), Basketballspieler
- Robinson Canó (* 1982), Baseballspieler in der Major League Baseball
- Yohandris Andújar (* 1990), Sprinter
- Félix Peña (* 1990), Baseballspieler
- Jorge Polanco (* 1993), Baseballspieler in der Major League Baseball
- Rosa Santana (* 1999), Kugelstoßerin
- Fernando Tatís Jr. (* 1999), Baseballspieler

## Ehrenbürger
- Carl-Theodor Georg (1884–1966), deutscher Arzt